# Anna Burmistrowa
Anna Aleksandrowna Milenina z domu Burmistrowa (ros. Анна Александровна Миленина (Бурмистрова); ur. 15 lipca 1986 w Omsku) – rosyjska niepełnosprawna biegaczka narciarska i biathlonistka, czterokrotna złota medalistka igrzysk paraolimpijskich, wielokrotna mistrzyni świata i zdobywczyni Pucharu Świata, odznaczona orderem Zasłużonego Mistrza Sportu.

## Medale igrzysk paraolimpijskich
| 2014 Soczi (Rosja)      | – | Biegi narciarskie – sprint 1 km st.klasycznym – osoby stojące Biathlon – 6 kilometrów – osoby stojące Biegi narciarskie – 15 kilometrów st.klasycznym – osoby stojące                                         |
| 2010 Vancouver (Kanada) | – | Biathlon – 3 kilometry – osoby stojące Biegi narciarskie – 15 kilometrów st.dowolnym – osoby stojące Biathlon – 12,5 kilometra – osoby stojące Biegi narciarskie – sprint 1 km st. klasycznym – osoby stojące |
| 2006 Turyn (Włochy)     | – | Biegi narciarskie – 10 kilometrów – osoby stojące Biegi narciarskie – 15 kilometrów – osoby stojące Biegi narciarskie – 5 kilometrów st.dowolnym – osoby stojące Biathlon – 7,5 kilometra – osoby stojące     |

## Medale mistrzostw świata
| 2011 Chanty-Mansyjsk (Rosja) | – | Biathlon – bieg pościgowy 3,6 kilometra |
| 2009 Vuokatti (Finlandia)    | – | Biathlon – bieg pościgowy 3,6 kilometra Biegi narciarskie – 5 kilometrów st.dowolnym – osoby stojące Biegi narciarskie – sprint 1 km st.klasycznym – osoby stojące Biegi narciarskie – 15 kilometrów st.klasycznym – osoby stojące |

## Występy w Pucharze Świata
| Sezon     | Biegi narciarskie | Biathlon  |
| --------- | ----------------- | --------- |
| 2009/2010 | 3.miejsce         | 2.miejsce |
| 2008/2009 | 1.miejsce         | 5.miejsce |
| 2007/2008 | 3.miejsce         | 2.miejsce |
| 2006/2007 | 4.miejsce         | 2.miejsce |